# Valla
Valla (németül Wallern im Burgenland) mezőváros Ausztriában, Burgenland tartományban, a Nezsideri járásban.

## Fekvése
5 km-re északra fekszik a Hansági-főcsatornától és az osztrák-magyar határtól. 2012-ben kerékpárút épült létesült Kapuvárra.

## Története
A régészek területén honfoglalás előtti vastelepet tártak fel. A települést 1269-ben "Bala" alakban említik először abban az adománylevélben, melyben Götsch Lambert a győri székeskáptalan mint hiteleshely előtt 150 hold földet hagyományoz a borsmonostori cisztercita apátságnak. Egy 1349-ben szintén a győri székeskáptalan előtt kelt oklevél szerint az Osli nembeli Viczai Miklós fiai Tamás és János 20 évre elzálogosítják a Sopron vármegyében fekvő "Bala" és "Lobl" birtokaikat Belyd mesternek Hoflyng János fiának. A későbbi oklevelekben a település "Bollern, Walla, Valla, Walarn, Balla, Walern" változatokban szerepel mint az Osli nemzetség birtoka. A település korábban nem azon a helyen állt ahol most, hanem attól keletre fél óra járásra a mocsárban. Ezt a helyet a helyiek ma is "Altes Dorf", azaz régi faluként nevezik, ahol az egykori falu templomának és házainak maradványai még mindig láthatók.
A mai települést 1498-ban "Wallern" néven említi először oklevél, mint Fraknó várához tartozó falut. 1622 és 1865 között az Eszterházyak birtoka volt. 1709 körül a kuruc háborúk hatására a falu újra sok szenvedést élt át. Erre az időre emlékeztet az a mintegy 1500 méter hosszú fal, mely északnyugatra húzódik. Egykor a települést kettős fal övezte. 1709 január 14-én a német lakosság a császári dragonyosokkal egy ideig még megvédte a falut, de azt később mégis fel kellett adni. A mai Valla első, még torony nélküli templomát 1730-ban építették. 1734-től önálló plébánia lett, előtte Pomogyhoz tartozott. 1760-ban a templomot 17 méterrel meghosszabbították és ekkor épült tornya is. A Főtér óratornyát 1784-ben emelték. 1809-ben a francia megszállás okozott újabb szenvedést a falunak.
1848-ban a lakosság elmenekült a magyar honvédsereg elől, csak az öregek maradtak otthon. Ugyanebben az évben kolerajárvány tört ki, melynek 80 halálos áldozata volt, ez akkor a lakosság ötödét jelentette.
Vályi András szerint " VALLA. Német falu Mosony Várm. földes Ura Hg. Eszterházy Uraság, lakosai katolikusok, fekszik n. ny. Magyar Óvárhoz 4, Nizsiderhez 585pedig 5 órányira; határja 2 nyomásbéli, fekete homokos földgyében búza, rozs, tavaszi is terem; a’ Hanságban vagynak meglehetős réttyei, tavaiban halászattya, nádgya, és gyékénynek való kákája; szép fiatal erdeje van, mellyhez tsupán télen férhetnek, midőn fagyok vannak; hallal is kereskednek némellyek; piatzok Nizsiderben, és Ausztriában."
Fényes Elek szerint " Valla, német falu, Moson vmegyében, a Hanság mellett, 903 kath. lakossal, paroch. templommal. Határa róna és lapály, fekete és szíkes föld. A lakosok birnak 36 urbéri telek után 600 hold második, 480 h. harmadik, 200 h. negyedik osztálybeli szántóföldet, 260 h. rétet. Nádló rétje, hala, vizimadara nagy bőséggel. Birja hg. Eszterházy, s ut. p. Moson."
1875-ben emelték a Főtér Mária-oszlopát. 1875 és 1914 között 70 család és mintegy 200 más lakos vándorolt ki Amerikába. 1881-ben nagy tűzvész pusztított, melyben a Főtér sok háza is leégett. 1897-ben megnyílt a posta és a vasútállomás épülete. 1904-ben felépült a falu első iskolája. Az első világháborúban 52 helyi lakos esett el.
A trianoni békeszerződésig Moson vármegye Nezsideri járásához tartozott, 1910-ben 1613, többségben német lakosa volt jelentős magyar kisebbséggel. 1921-ben a trianoni és saint germaini békeszerződések értelmében Ausztria Burgenland tartományának része lett. Ebben az évben megépült a magyar-osztrák határon a Hansági-főcsatorna és a gát. Újabb 10 család vándorolt ki Dél-Amerikába. 1932-ben felépült az új templom és a plébánia épülete. A második világháborúban 138 vallai esett el a frontokon.

## Nevezetességei
- Római katolikus temploma 1931–32-ben épült.
- A Főtér óratornyárt 1784-ben építették.
- A Szentháromság-oszlop 1702-ben épült.
- A Mária-oszlop 1875-ben épült.

## Külső hivatkozások
- Valla az Osztrák Statisztikai Hivatal honlapján
- Konrad Unger honlapja
- Valla a Fertőzug honlapján